# One red paperclip
One red paperclip (jedna crvena spajalica) je internetska stranica, blog Kanađanina Kylea MacDonalda koji prati njegovu avanturu o nizu razmjena kojima je došao od obične spajalice sve do kuće.

## Povijest
Početkom 2005. godine, Kyle MacDonald se spremao tražiti posao, ali je, sjetivši se igre „Bigger and Better” (veće i bolje) koju je igrao u djetinjstvu, te ugledavši spajalicu na stolu, došao do zanimljivije ideje. Na stranici www.craigslist.org objavio je 12. srpnja 2005. da bi htio zamijeniti crvenu spajalicu za nešto veće ili bolje, natuknuvši da namjerava serijom razmjena (dobiveni predmet opet za drugi i tako dalje) nabaviti kuću. 
Nakon što su mu razmjene krenule, nastavio ih je i na svojoj stranici oneredpaperclip.blogspot.com.
Web stranicu je pratilo preko tisuću ljudi, a neke od razmjena su pratile i mnoge TV kuće, uključujući američke CNN, ABC News i britanski BBC.
Kyle MacDonald napisao je knjigu „One Red Paperclip: How a Small Piece of Stationery Turned into a Great Big Adventure“ koju je 28. lipnja 2007. izdao Ebury Press.
MacDonald drži rekord u Guinnessovoj knjizi rekorda za najuspješniju internetsku razmjenu. 

## Tijek razmjene
Temeljeno na stranici One red paperclip
- Ubrzo nakon njegove prve poruke javile su mu se dvije Kanađanke, te je 14. srpnja 2005. otputovao u Vancouver da zamijeni spajalicu za drvenu kemijsku olovku u obliku ribe.
- Istoga dana otišao je i do Seattlea do kiparice Anne da bi zamijenio olovku za ručno izrađenu keramičku kvaku u obliku lica.
- 25. srpnja 2005. otputovao je u grad Amherst u Massachusettsu i zamijenio kvaku za prijenosno kuhalo.
- 14. rujna 2005. našao se u Kaliforniji s jednim američkim marincem, i zamijenio kuhalo za crveni generator.
- 16. studenog 2005. u New Yorku je zamijenio generator za „instant zabavu“ - veliku limenu bačvu za pivo, neonski Budweiser znak i priznanicu za punjenje bačve pivom po izboru.
- 8. prosinca 2005. „instant zabavu“ dobiva komičar Michel Barrette iz Quebeca za Ski-doo motorne saonice, a tu su razmjenu popratile brojne televizijske kuće.
- Nakon što je u nekoj televizijskoj emisiji izjavio da je jedino mjesto kamo nikada ne bi otišao radi razmjene kanadsko mjestašce Yahk, odmah je dobio ponudu za motorne saonice: put u Yahk za dvoje u veljači 2006.
- U siječnju 2006. pronašao je idealnu ponudu u zamjenu za put u Yahk: kamion.
- U ožujku 2006., u zamjenu za kamion potpisao je ugovor o snimanju albuma.
- Sredinom travnja 2006. ugovor je dobila Jody Grant u zamjenu za godinu dana besplatnog stanovanja u kući s dva stana u Phoenixu u Arizoni.
- Besplatnih godinu dana u Phoenixu dobila je druga stanovnica kuće u zamjenu za popodnevno druženje s vlasnikom restorana u kojem radi, a to je slavni Alice Cooper.
- Oko svibnja 2006., popodne s Cooperom zamijenio je za KISS snježnu kuglu (snowglobe) na baterije, koji je nedugo zatim dao Corbinu Bernsenu za ulogu u filmu „Donna on Demand“.
- Samo godinu dana nakon prve razmjene, 12. srpnja 2006., dobio je kuću u Kiplingu, u kanadskoj pokrajini Saskatchewan, koju mu je ponudio sam grad u zamjenu za filmsku ulogu. Na toj adresi i sada sretno živi, a grad Kipling se ponosi još jednom atrakcijom.